# Tynda
Tynda (russisch Тында) ist eine Stadt in der Oblast Amur (Russland) mit 28.625 Einwohnern (Stand 1. Oktober 2021).

## Geographie
Die Stadt liegt südlich des Stanowoigebirges im Fernen Osten Russlands, etwa 570 Kilometer (Luftlinie) nordwestlich der Oblasthauptstadt Blagoweschtschensk. In Tynda mündet der Getkan in den Fluss Tynda, nach dem die Stadt benannt wurde; dieser wiederum mündet einige Kilometer östlich in den Seja-Nebenfluss Giljui.
Tynda ist Verwaltungszentrum des gleichnamigen Rajons Tynda.
Bei der Volkszählung 1989 waren 74 % der zu diesem Zeitpunkt über 60.000 Einwohner Russen, 12,5 % Ukrainer und 2,7 % Weißrussen.

## Geschichte
An der Stelle der heutigen Stadt entstand 1917 am Weg vom Amur (bzw. der Station Bolschoi Newer der kurz zuvor eröffneten Amureisenbahn) zu den Goldfeldern am Aldan-Nebenfluss Timpton ein Winterlager und Rastplatz mit Namen Schkaruby.
1928 wurde der Ort unter dem Namen Tyndinski Arbeitersiedlung beim Bau der Fernstraße von Amur nach Jakutien. In Plänen zum Bau der Eisenbahnstrecke Baikal-Amur-Magistrale (BAM) von 1932 wurde der Ort erstmals als mögliche zukünftige Station genannt. 1933 begann der Bau einer etwa 180 Kilometer langen Querverbindung von der neuen Station BAM (heute Bamowskaja) der Transsibirischen Eisenbahn westlich von Skoworodino in Richtung Tyndinski. 1937 wurde die Strecke anlässlich des 20. Jahrestages der Oktoberrevolution in Betrieb genommen.
1941 erhielt Tyndinski den Status einer Siedlung städtischen Typs. Da der Weiterbau der Baikal-Amur-Magistrale zunächst unterblieb, wurden die verlegten Gleise im Zweiten Weltkrieg wieder demontiert, um sie im Frontnähe zum Bau der sogenannten Wolga-Rochade Saratow–Stalingrad zu verwenden.
Erst 1972 wurde der Bau der Baikal-Amur-Magistrale wieder aufgenommen, zunächst mit der Wiederherstellung des Abschnittes nach Tyndinski, dann ab April 1974 unter großem propagandistischem Aufwand als Allunions-Komsomol-Objekt. Für den Bahnhof Tyndinski und die dort zu errichtende Stadt wurde wie für die meisten anderen Stationen von einer Region der damaligen Sowjetunion eine Patenschaft übernommen; hier entsprechend der Bedeutung von der Hauptstadt Moskau.
Der erste Bauzug erreichte Tyndinski im Mai 1975. Am 14. November des gleichen Jahres wurde dem Ort unter dem heutigen Namen das Stadtrecht verliehen. Der Name ist ewenkischer Herkunft; tendy bedeutet etwa am Ufer.
1977 wurde die Bahnstrecke über Tynda bis Berkakit, 1978 bis Nerjungri im Süden Jakutiens verlängert. Diese damals als Kleine BAM bezeichnete Strecke stellt heute den Südabschnitt der Amur-Jakutischen Magistrale dar. Der reguläre Bahnverkehr auf der BAM-Hauptstrecke ab Tynda wurde zunächst schrittweise in Richtung Westen aufgenommen (1984 auf 132 km bis Larba, 1986 weitere 203 km bis Juktali, 1988 nochmals 294 km bis Nowaja Tschara). 1989 wurde die gesamte Strecke (mit Ausnahme des Seweromuisker Tunnels) in Betrieb genommen, also auch von Tynda in Richtung Osten.
Nach Fertigstellung der Bahnstrecke und mit deren zeitweiligem Niedergang infolge der Wirtschaftskrise ab dem Ende der 1980er Jahre sank die Bevölkerungszahl der Stadt Tynda erheblich.

### Bevölkerungsentwicklung

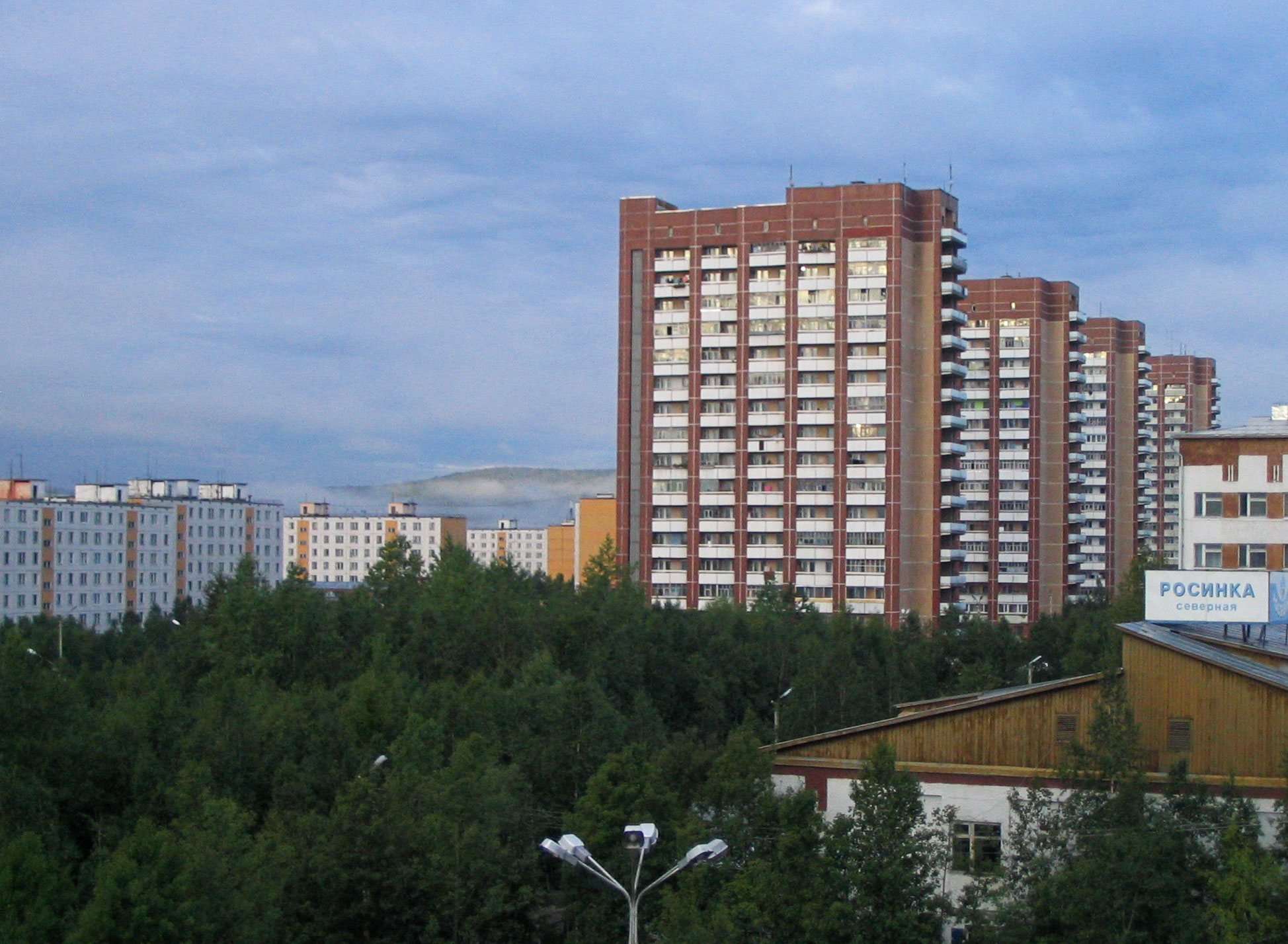
Wohngebiet in Tynda

| Jahr | Einwohner |
| ---- | --------- |
| 1959 | 3.099     |
| 1970 | 3.422     |
| 1979 | 41.742    |
| 1989 | 61.996    |
| 2002 | 40.094    |
| 2010 | 36.275    |
| 2021 | 28.625    |

Anmerkung: Volkszählungsdaten 

## Kultur und Sehenswürdigkeiten
In Tynda, das als „Hauptstadt der BAM“ gilt, gibt es ein Museum zur Geschichte der Eisenbahnstrecke.

## Wirtschaft und Infrastruktur

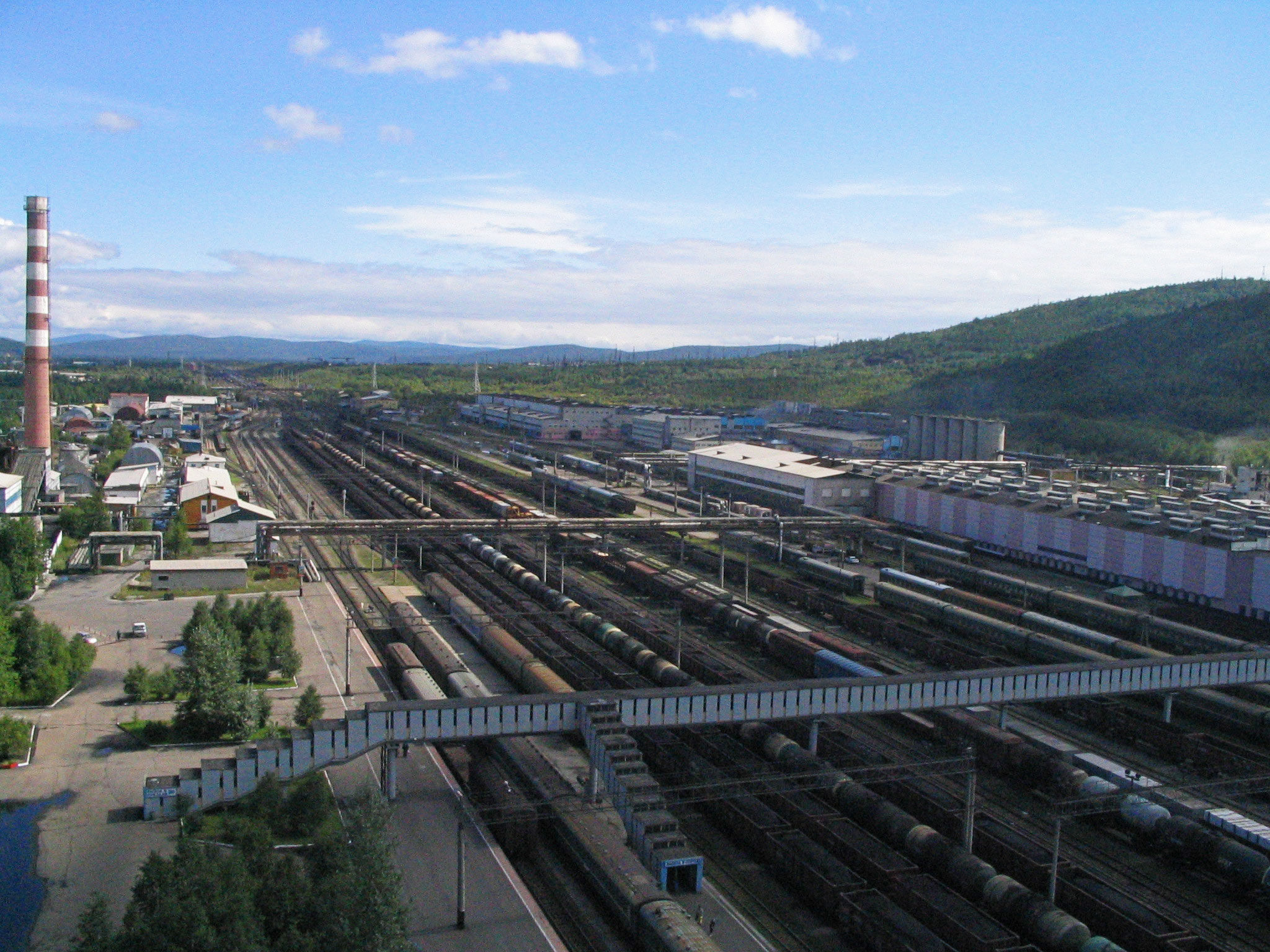
Bahnhof Tynda

Die Stadt ist ein bedeutendes Zentrum der Holzwirtschaft und Holzverarbeitung (Tyndales). Daneben gibt es Betriebe der Lebensmittelindustrie.
In Tynda treffen die Bahnstrecken Taischet–Komsomolsk am Amur–Sowetskaja Gawan (Baikal-Amur-Magistrale; Streckenkilometer 2348) und Amur-Jakutische Magistrale (Streckenkilometer 179 ab Station Bamowskaja der Transsibirischen Eisenbahn) aufeinander; der Bahnhof Tynda ist einer der bedeutendsten im Verlauf beider Strecken mit großem Lokomotivdepot.
Durch Tynda führt auch die Fernstraße A360 (Lena).
Tynda besitzt den am 7. März 1976 für die BAM eröffneten kleinen Regionalflughafen Tynda (IATA-Code TYD, ICAO-Code UHBW) 15 Kilometer nördlich der Stadt, der nach mehrjähriger Schließung seit 2007 wieder mit Jakowlew Jak-40 von Blagoweschtschensk über Seja angeflogen wird.

## Söhne und Töchter der Stadt
- Elina Nagula (* 2002), russische Billardspielerin und Weltmeisterin